# 前田明日香
前田 明日香（まえだ あすか、1月10日 - ）は、日本のフリーアナウンサー、ラジオパーソナリティ。石川県金沢市出身。フリーランスとして主に北陸地方を中心に活動している。

## 来歴・人物
- 石川県立金沢錦丘高等学校、創価女子短期大学英語科卒業。
- アメリカ、カナダ留学を経て、金沢市にて国際ボランティア活動に従事。
- 石川県でラジオ番組を担当していた藤田みさに憧れてラジオパーソナリティの仕事を目指す[1]。
- 北陸地方でのラジオ番組パーソナリティとして活躍。その他、モントレー・ジャズフェスティバル・イン・能登などのイベント司会進行や、数多くのCMナレーションを担当している。
- 趣味は、食、旅、音楽、アート鑑賞、折り紙、お花など多岐にわたる。旅については数々の国を巡っており、渡航歴はアメリカ、カナダ、中南米、アジア、ヨーロッパなど16ヶ国に及ぶ。
- 英会話を得意としており、かつて出演していたラジオ番組では英会話講師と英会話に関するコーナーを持っていた。
- 「もっと日本語を学びたい」という思いから通信制大学の教育学部教育学科で学び、仕事と子育てを両立しながら2018年3月に卒業。日本語教員資格を取得した。
- 洋楽を好み、エルヴィス・プレスリー、ビートルズ（特にポール・マッカトニーのファン）をはじめとしてさまざまなアーティストやバンドの音楽を聞く。

## 出演番組

### ラジオ
現在
- 前田明日香の旅してスマイル (MROラジオ、2023年4月 - ）

過去
- Weekend Square（エフエム石川）
- Daily Navi（エフエム石川、水曜・木曜担当）
- 明日香の日曜電リク（ラジオかなざわ）
- いしかわ夢広場（ラジオかなざわ）
- Feel T（FMとやま） - 提供クレジット読み上げおよび富山トヨタインフォメーションを担当。
- Afternoon Cruise（エフエム石川、水曜・木曜担当）
- Wanna happiness!!（エフエム石川）
- ゆいまーる金沢（エフエム沖縄 月曜 - 金曜 16:55〜17:00)(エフエム石川との共同制作）
- Life Is（FM福井 金曜担当 2019年4月 - 2019年6月28日）
- Morning Tune（FM福井、2019年7月5日 - 2020年9月25日） - 金曜パーソナリティ
- 前田明日香の素敵にガスライフ (MROラジオ、2022年7月 - 2022年12月 『モリラジ!』内インフォマーシャルコーナー、第1、3土曜担当）

### テレビ
- 主に石川県内のテレビ局で放送されたインフォマーシャル（ミニ番組）などを担当。

## CM
- 清酒「菊姫」（テレビ）
- 北信越柔整専門学校（テレビ）
- エルサカエ（テレビ）
- DSG GROUP（ラジオ）
- キョードー北陸主催のコンサート告知（テレビ・ラジオ）
- スズキアリーナ高岡・タナベ自動車（テレビ・ラジオ）
- Gライン石川 (MROラジオ）